# Mycotrupes gaigei
Mycotrupes gaigei là một loài bọ cánh cứng trong họ Geotrupidae. Loài này được Olson & Hubbell in Olson, Hubbell & Howden miêu tả khoa học năm 1954.